# كأس تونس للكرة الطائرة للرجال 1978–79
كأس تونس للكرة الطائرة للرجال 1978-1979 هو الموسم رقم 23 من كأس تونس للكرة الطائرة للرجال.

فاز بهذا الموسم النادي الرياضي الصفاقسي.

## روابط خارجية
- الموقع الرسمي للجامعة التونسية للكرة الطائرة.